# 拉乌尔定律
拉烏爾定律（英語：Raoult's law）描述了溶液的蒸氣壓與其濃度的關係，由法國物理家弗朗索瓦-马里·拉乌尔於1887年根據試驗結果得到。它指出一定温度下，理想溶液内每一成分的蒸氣壓等於该成分的摩尔分数與其作純溶劑時的蒸气压的乘積，且總的蒸氣壓等於各成分的蒸氣壓之和。

其數學表示爲：
{\displaystyle p=p_{\text{A}}^{\emptyset }x_{\text{A}}+p_{\text{B}}^{\emptyset }x_{\text{B}}+\cdots }
每個成分的蒸氣壓{\displaystyle p_{i}}：
{\displaystyle p_{i}=p_{i}^{\emptyset }x_{i}}
其中{\displaystyle p}為溶液的蒸氣壓，{\displaystyle p_{i}^{\emptyset }}為成分作純溶劑時的蒸氣壓，{\displaystyle x_{i}}為溶劑的摩尔分数。
拉烏爾定律亦可以蒸氣壓下降表述爲：「理想溶液在一定溫度下的蒸氣壓下降與溶質的摩爾分數成正比。」

此時其數學表示爲：
{\displaystyle \Delta p=p\cdot x}
其中{\displaystyle \Delta p}爲溶液的蒸氣壓下降，{\displaystyle p}爲純溶劑的飽和蒸氣壓，{\displaystyle x}爲溶質的摩尔分数。
若用質量摩爾濃度代替摩爾分數，可作如下近似處理：
{\displaystyle \Delta p\approx K\cdot m}
其中{\displaystyle m}爲溶質的質量摩爾濃度(重量莫耳濃度)，{\displaystyle K}一般稱爲蒸氣壓下降常數。
需要注意的是，拉烏爾定律僅適用於理想溶液，應用於難揮發的非電解質稀溶液時所得結果是近似的。不過若溶質與溶劑皆具有揮發性且不發生相互作用時，其仍可視作理想溶液，拉烏爾定律仍然適用，溶液的總蒸氣壓等於溶質與溶劑的蒸氣壓之和。

## 實際溶液中的情況
實際溶液並不完全遵守拉烏爾定律，這是由溶液中不同成分之間相互作用力的不同所導致（亨利定律）。

不同溶液的蒸氣壓曲線以及正、負共沸物所對應的最大和最小值。

### 負偏差
若測得的蒸氣壓小於計算結果，則表明溶液的不同組分間的相互作用力比同類成分間的強，這使得成分更傾向於留在液相中而不是揮發至氣相，進而使得整個系統的蒸氣壓下降。一個典型的例子是氯仿（CHCl3）和丙酮（CH3COCH3）的混合體系，這是由於形成了分子間氫鍵的緣故；另一個例子是氯化氫（HCl）與水形成的負共沸物，此系統中不同組分間的相互作用力很強，且可在蒸氣壓曲線上觀察到一個極小值。

### 正偏差
當溶液中的不同成分間相互作用力比同類溶劑間的弱時，液體的內部壓力和不同分子間極性的差異會促使更多的溶質分子揮發進入氣相，從而使整個系統的蒸氣壓增大。某些情況下，溶液會在某個特定成分比時形成正共沸物，並在蒸氣壓曲線上表現出一個最大值，例如苯與甲醇的混合物，二硫化碳（CS2）與丙酮的混合物，以及乙醇與氯仿的混合物。